# بيليسيني
قبيلة بيليسيني (Peleciini) هي قبيلة من خنافس الأرض ضمن فصيلة سلكوتيات (Carabidae). تضم هذه القبيلة نحو 8 أجناس وأكثر من 90 نوعًا موصوفًا. تتواجد بشكل رئيسي في نصف الكرة الجنوبي.

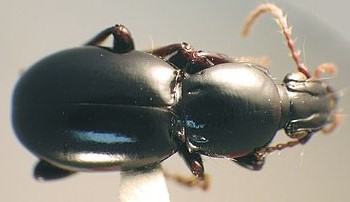
إريبوس الأواكساكي (نسبةً إلى ولاية أواكساكا في المكسيك)

## الأجناس
تنتمي القبائل الفرعية والأجناس التالية إلى قبيلة بيليسيني:
القبيلة الفرعية Agonicina Sloane، 1920
Agonica Sloane، 1920 (أستراليا)
Pseudagonica B.Moore، 1960 (أستراليا)
القبيلة الفرعية Peleciina
Ardistomopsis Straneo & Ball، 1989 (الهند، سريلانكا)
Disphericus G.R.Waterhouse، 1842 (أفريقيا)
Dyschiridium Chaudoir، 1861 (أفريقيا، فيتنام)
Eripus Dejean، 1829 (المكسيك، أمريكا الوسطى والجنوبية)
Pelecium Kirby، 1819 (أمريكا الوسطى والجنوبية)
Stricteripus Straneo & Ball، 1989 (أمريكا الجنوبية)